# Друге обличчя
«Друге обличчя» (англ. «The Second Face») — американський фільм 1950 року, знятий у жанрі драми. Режисер — Джек Бернхард. У головних ролях — Елла Рейнс, Брюс Беннетт та Ріта Джонсон.

## Сюжет
Неприваблива дівчина серйозно постраждала в автокатастрофі. Коли вона прокидається в лікарні, то знаходить себе красунею. Анонімний благодійник заплатив і за пластичну операцію. Героїня вирішує знайти його. А поки їй це не вдається, дівчина налагоджує власне життя із новим обличчям.

## У ролях
- Елла Рейнс — Філліс Холмс
- Брюс Беннетт — Пол Кертіс
- Ріта Джонсон — Клер Ілвуд
- Джон Саттон — Джеррі Еллісон
- Патриція Найт — Лінн Гамільтон
- Рей Робертс — Алан Вессон
- Джейн Дарвелл — місіс Локрідж
- Пол Кевена — Тодд Вільямс
- Френсіс Карат — Енні Кертіс
- Ґрендон Родс — Флойд Моран